# 弗兰克·克洛斯
弗兰克·克洛斯（英語：Frank Close，1945年7月24日—）是一位英国粒子物理學家，牛津大学教授，主要科普作品有《反物质》（Antimatter）、《最危险的间谍：多面特工与大国的核竞赛》（TRINITY：The Treachery and Pursuit of the Most Dangerous Spy in History）、《虚空：宇宙源起何处》（The Void）以及入选牛津通识读本的《粒子物理学》（Particle Physics）、《无》（Nothing）、《原子核物理学》（Nuclear Physics）等。